# Lista över proteaväxternas släkten
Detta är en lista över släkten i familjen proteaväxter (Proteaceae) alfabetiskt ordnad efter de vetenskapliga namnen. 

## A
| Vetenskapligt namn | Auktor                           | Svenskt namn   | Källa | Bild |
| ------------------ | -------------------------------- | -------------- | ----- | ---- |
| Acidonia           | L.A.S.Johnson & B.G.Briggs, 1975 |                | IPNI  |      |
| Adenanthos         | Labill., 1805                    | ullbusksläktet | SKUD  |      |
| Agastachys         | R.Br., 1810                      |                | IPNI  |      |
| Alloxylon          | P.H.Weston & Crisp, 1991         | waratahsläktet | IPNI  |      |
| Athertonia         | L.A.S.Johnson & B.G.Briggs, 1975 |                | IPNI  |      |
| Aulax              | P.J.Bergius, 1767                |                | IPNI  |      |
| Austromuellera     | C.T.White, 1930                  |                | IPNI  |      |

## B
| Vetenskapligt namn | Auktor               | Svenskt namn   | Källa | Bild              |
| ------------------ | -------------------- | -------------- | ----- | ----------------- |
| Banksia            | L.f., 1782           | banksiasläktet | IPNI  | Banksia spinulosa |
| Beauprea           | Brongm. & Gris, 1871 |                | IPNI  |                   |
| Beapreopsis        | Virot, 1968          |                | IPNI  |                   |
| Bellendena         | R.Br., 1810          |                | IPNI  |                   |
| Brabejum           | L.                   |                | IPNI  |                   |
| Buckinghamia       | F.Muell., 1868       |                | IPNI  |                   |

## C
| Vetenskapligt namn    | Auktor         | Svenskt namn | Källa | Bild |
| --------------------- | -------------- | ------------ | ----- | ---- |
| Cardwellia            | F.Muell., 1865 |              | IPNI  |      |
| Carnarvonia           | F.Muell., 1867 |              | IPNI  |      |
| Cenarrhenes           | Labill., 1804  |              | IPNI  |      |
| Conospermum           | Sm., 1798      |              | IPNI  |      |
| Cyanocarpus → Helicia |                |              |       |      |

## D
| Vetenskapligt namn | Auktor         | Svenskt namn    | Källa | Bild              |
| ------------------ | -------------- | --------------- | ----- | ----------------- |
| Darlingia          | F.Muell., 1865 |                 | IPNI  |                   |
| Diastella          | Salisb., 1809  |                 | IPNI  |                   |
| Dilobeia           | Thou., 1806    |                 | IPNI  |                   |
| Dryandra           | R.Br., 1810    | dryandrasläktet | IPNI  | Dryandra sessilis |

## E
| Vetenskapligt namn | Auktor                      | Svenskt namn | Källa | Bild                 |
| ------------------ | --------------------------- | ------------ | ----- | -------------------- |
| Embothrium         | J.R.Forst. & G.Forst., 1775 |              | IPNI  | Embothrium coccineum |
| Eucarpha           | Spach, 1841                 |              | IPNI  |                      |
| Euplassa           | Salisb. ex Knight, 1809     |              | IPNI  |                      |

## F
| Vetenskapligt namn | Auktor                           | Svenskt namn | Källa | Bild |
| ------------------ | -------------------------------- | ------------ | ----- | ---- |
| Faurea             | Harv., 1847                      |              | IPNI  |      |
| Finschia           | Warb., 1891                      |              | IPNI  |      |
| Floydia            | L.A.S.Johnson & B.G.Briggs, 1975 |              | IPNI  |      |
| Franklandia        | R.Br., 1810                      |              | IPNI  |      |

## G
| Vetenskapligt namn | Auktor               | Svenskt namn     | Källa | Bild                    |
| ------------------ | -------------------- | ---------------- | ----- | ----------------------- |
| Garnieria          | Brongn. & Gris, 1871 |                  | IPNI  |                         |
| Gevuina            | Molina, 1781         |                  | IPNI  | Gevuina avellana        |
| Grevillea          | Knight, 1809         | grevilleasläktet | IPNI  | Grevillea aspleniifolia |

## H
| Vetenskapligt namn | Auktor         | Svenskt namn | Källa | Bild          |
| ------------------ | -------------- | ------------ | ----- | ------------- |
| Hakea              | Schrad.        | hakeasläktet | SKUD  | Hakea laurina |
| Helicia            | Lour., 1790    |              | IPNI  |               |
| Heliciopsis        | Sleumer, 1955  |              | IPNI  |               |
| Hicksbeachia       | F.Muell., 1883 |              | IPNI  |               |
| Hollandaea         | F.Muell., 1887 |              | IPNI  |               |

## I
| Vetenskapligt namn | Auktor                | Svenskt namn         | Källa | Bild              |
| ------------------ | --------------------- | -------------------- | ----- | ----------------- |
| Isopogon           | R.Br. ex Knight, 1809 | trumpinnebusksläktet | IPNI  | Isopogon cuneatus |

## K
| Vetenskapligt namn | Auktor               | Svenskt namn | Källa | Bild |
| ------------------ | -------------------- | ------------ | ----- | ---- |
| Kermadecia         | Brongn. & Gris, 1863 |              | IPNI  |      |
| Knightia           | R.Br., 1810          |              | IPNI  |      |

## L
| Vetenskapligt namn | Auktor      | Svenskt namn   | Källa | Bild                    |
| ------------------ | ----------- | -------------- | ----- | ----------------------- |
| Lambertia          | Sm., 1798   |                | IPNI  |                         |
| Leucadendron       | R.Br.       |                | SKUD  | silverträdssläktet      |
| Leucospermum       | R.Br.       | nåldynesläktet | SKUD  | Leucospermum erubescens |
| Lomatia            | R.Br., 1810 |                | IPNI  | Lomatia silaifolia      |

## M
| Vetenskapligt namn | Auktor                           | Svenskt namn     | Källa | Bild                   |
| ------------------ | -------------------------------- | ---------------- | ----- | ---------------------- |
| Macadamia          | F.Muell.                         | macadamiasläktet | SKUD  | Macadamia integrifolia |
| Malagasia          | L.A.S.Johnson & B.G.Briggs, 1975 |                  | IPNI  |                        |
| Mimetes            | Salisb., 1807                    |                  | IPNI  |                        |
| Musgravea          | F.Muell., 1890                   |                  | IPNI  |                        |

## N
| Vetenskapligt namn | Auktor        | Svenskt namn | Källa | Bild |
| ------------------ | ------------- | ------------ | ----- | ---- |
| Neorites           | L.S.Sm., 1969 |              | IPNI  |      |

## O
| Vetenskapligt namn | Auktor               | Svenskt namn | Källa | Bild |
| ------------------ | -------------------- | ------------ | ----- | ---- |
| Opisthiolepis      | L.S.Sm., 1952        |              | IPNI  |      |
| Oreocallis         | R.Br., 1810          |              | IPNI  |      |
| Orites             | R.Br., 1810          |              | IPNI  |      |
| Orothamnus         | Pappe ex Hook., 1848 |              | IPNI  |      |

## P
| Vetenskapligt namn | Auktor                    | Svenskt namn  | Källa | Bild                   |
| ------------------ | ------------------------- | ------------- | ----- | ---------------------- |
| Panopsis           | Salisb., 1807             |               | IPNI  |                        |
| Paranomus          | Salisb., 1807             |               | IPNI  |                        |
| Persoonia          | Sm., 1798                 |               | IPNI  | Persoonia levis        |
| Petrophile         | R.Br. ex Knight, 1809     |               | IPNI  | Petrophile pedunculata |
| Placospermum       | C.T.White & Francis, 1923 |               | IPNI  |                        |
| Protea             | L.                        | proteasläktet | SKUD  | Kungsprotea            |

## R
| Vetenskapligt namn | Auktor | Svenskt namn   | Källa | Bild              |
| ------------------ | ------ | -------------- | ----- | ----------------- |
| Roupala            | Aubl.  | roupalasläktet | SKUD  | Rhopala tomentosa |

## S
| Vetenskapligt namn      | Auktor                                     | Svenskt namn      | Källa | Bild    |
| ----------------------- | ------------------------------------------ | ----------------- | ----- | ------- |
| Serruria                | Salisb., 1807                              |                   | IPNI  |         |
| Sleumerodendron         | Virot, 1968                                |                   | IPNI  |         |
| Sorocephalus            | R.Br., 1810                                |                   | IPNI  |         |
| Spatalla                | Salisb., 1807                              |                   | IPNI  |         |
| Spatallopsis → Spatalla |                                            |                   |       |         |
| Sphalmium               | B.G.Briggs, B.Hyland & L.A.S.Johnson, 1975 |                   | IPNI  |         |
| Stenocarpus             | R.Br.                                      | eldhjulssläktet   | SKUD  | Eldhjul |
| Stirlingia              | Endl.                                      | stirlingiasläktet | SKUD  |         |
| Strangea                | Meisn., 1855                               |                   | IPNI  |         |
| Symphionema             | R.Br., 1810                                |                   | IPNI  |         |
| Synaphea                | R.Br., 1810                                |                   | IPNI  |         |

## T
| Vetenskapligt namn     | Auktor                           | Svenskt namn   | Källa | Bild    |
| ---------------------- | -------------------------------- | -------------- | ----- | ------- |
| Telopea                | R.Br.                            | telopeasläktet | SKUD  | Telopea |
| Toronia                | L.A.S.Johnson & B.G.Briggs, 1975 |                | IPNI  |         |
| Triunia                | L.A.S.Johnson & B.G.Briggs, 1975 |                | IPNI  |         |
| Turrillia → Bleasdalea |                                  |                |       |         |

## V
| Vetenskapligt namn | Auktor                           | Svenskt namn | Källa | Bild |
| ------------------ | -------------------------------- | ------------ | ----- | ---- |
| Vexatorella        | Rourke, 1984                     |              | IPNI  |      |
| Virotia            | L.A.S.Johnson & B.G.Briggs, 1975 |              | IPNI  |      |

## X
| Vetenskapligt namn | Auktor    | Svenskt namn | Källa | Bild                |
| ------------------ | --------- | ------------ | ----- | ------------------- |
| Xylomelum          | Sm., 1798 |              | IPNI  | Xylomelum pyriforme |

## Auktorkällor
- IPNI - International Plant Names Index
- SKUD - Svensk kulturväxtdatabas